# Libre frappe de la monnaie

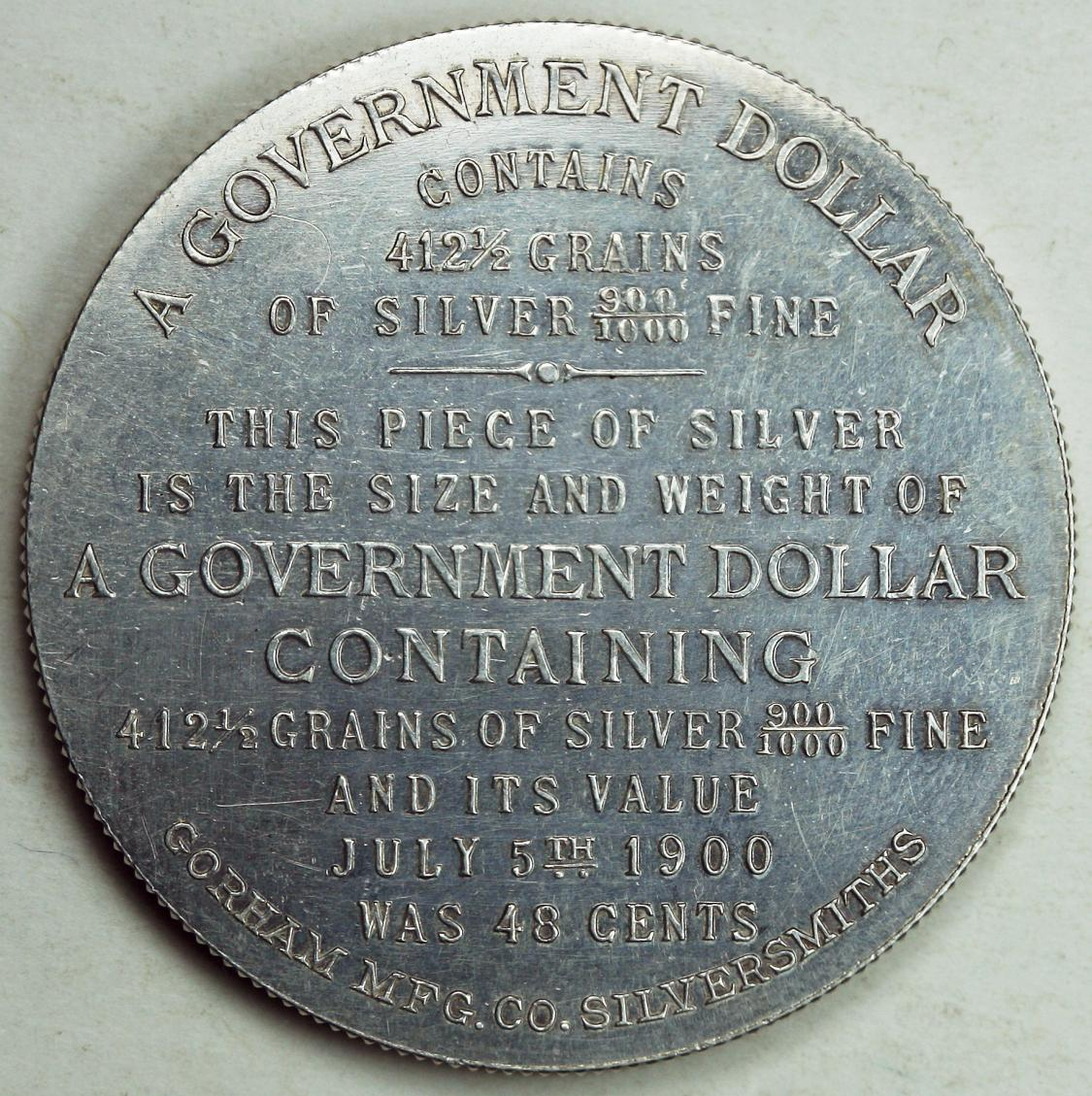
pièce de monnaie

La libre frappe de la monnaie, appelée Free silver en anglais, est le nom donné à une politique  monétaire américaine du XIXe siècle visant à accompagner la conquête de l'Ouest et l'explosion démographique sur la côte Est et dans la région des Grands Lacs.
Le gouvernement s'engageait à racheter son argent-métal à quiconque en rapportait dans un hôtel des monnaies, en fournissant en échange des pièces de monnaie du même poids.
Cette politique a inspiré un mouvement d'opinion en faveur du bimétallisme, qui a marqué la vie politique américaine au bénéfice du Parti démocrate, avant d'être condamné par l'évolution sociologique et la surproduction d'argent-métal.

## Histoire
En 1837, alors que la conquête de l'Ouest n'avait pas encore vraiment commencé, la loi américaine sur le bimétallisme a fixé un ratio de 16, signifiant que l'argent-métal valait 16 fois moins que l'or mais constituait lui aussi une réserve de valeur pour la Banque centrale. L'année précédente, la Specie Circular, voulue par le président démocrate Andrew Jackson, exige que les achats de terre à l'Ouest soient payées en or.
La ruée vers l'or de 1828 en Géorgie, puis en Californie en 1848 et en Australie en 1851, vont permettre une adéquation entre la croissance de la production des deux métaux, condition du principe de bimétallisme. Au début des années 1860, la guerre de Sécession freine la production d'argent-métal et permet même à son cours de bénéficier d'une appréciation rapide, laissant espérer des lendemains qui chantent aux propriétaires de mine d'argent.
Mais à la fin de la guerre, la conquête de l'Ouest bat son plein et la production américaine d'argent-métal bénéficie de l'ouverture de multiples petites mines artisanales un peu partout dans l'Ouest américain. Du coup, le métal est progressivement trop abondant sur le marché mondial. Sa valeur chute. De nombreuses pièces d'argent américaines valent plus cher que leur poids en métal. Pour enrayer cette chute, le gouvernement décide dès 1873 de faire voter le 12 février 1873 le Coinage Act de 1873, premier accroc au bimétallisme et qui déclenche une mobilisation dans l'Ouest, en faveur de la « Libre frappe de la monnaie », nouveau slogan des petites villes minières ou agricoles, les fermiers espérant que cette « libre frappe de la monnaie » favorise une certaine dose d'inflation, permettant de rembourser plus facilement leurs dettes.